# Лазер на красителях

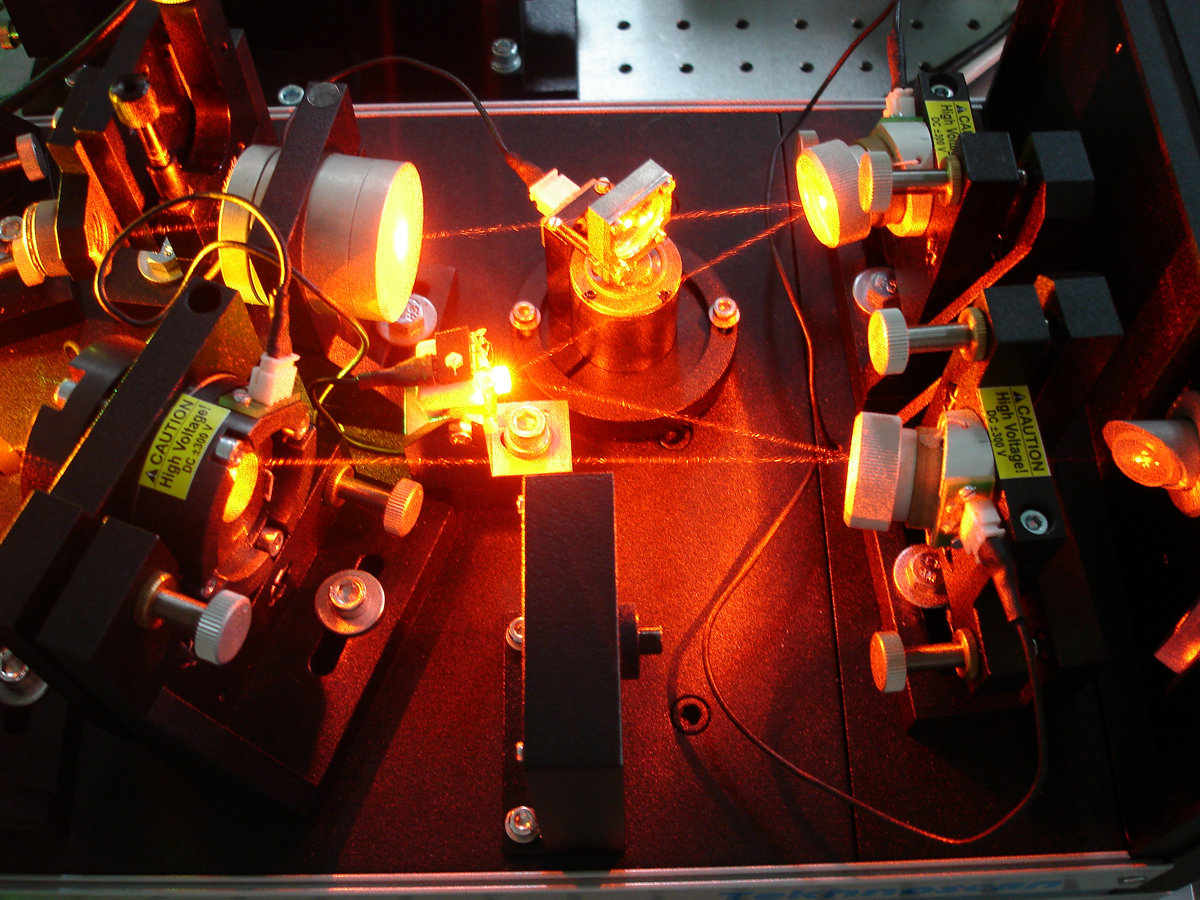
Лазер на красителе

Лазеры на красителях — лазеры, использующие в качестве активной среды органические красители, обычно в форме жидкого раствора. Они произвели революцию в лазерной спектроскопии и стали родоначальником нового типа лазеров c длительностью импульса менее пикосекунды (Лазеры сверхкоротких импульсов).
В качестве накачки сегодня обычно применяют другой лазер, например Nd:YAG с диодной накачкой, или аргоновый лазер. Очень редко можно встретить лазер на красителях с накачкой лампой-вспышкой. Основная особенность лазеров на красителях — очень большая ширина контура усиления. Ниже приведена таблица параметров некоторых лазеров на красителях.
| Краситель          | Центр линии люминесценции, нм | Рабочая область лазера, нм | Область накачки, нм | Приемлемая концентрация, ммоль/л |
| ------------------ | ----------------------------- | -------------------------- | ------------------- | -------------------------------- |
| Карбостирил 165    | 445                           | 419—485                    | 350—365             | 2,5                              |
| Кумарин 2          | 450                           | 435—485                    | 340—365             | 3                                |
| Кумарин 1          | 470                           | 450—495                    | 350—365             | 3                                |
| Кумарин 102        | 495                           | 470—515                    | 400—420             | 1                                |
| Кумарин 30         | 515                           | 495—545                    | 400—420             | 1                                |
| Кумарин 7          | 535                           | 505—565                    | 400—420             | 5                                |
| Кумарин 6          | 538                           | 521—551                    | 458—514             | 12,5                             |
| Флуоресцин         | 552                           | 538—573                    | 458—514             | 2,7                              |
| Родамин 110 (R110) | 570                           | 540—600                    | 458—514             | 12,5                             |
| Родамин 6Ж (R6G)   | 590                           | 570—650                    | 458—514             | 2                                |
| Родамин Б (RB)     | 630                           | 601—675                    | 458—514             | 2                                |
| R101/R6G           | 645                           | 620—690                    | 458—514             | 1,5 R101 1,5 R6G                 |
| Крезил-виолет/R6G  | 695                           | 675—708                    | 458—514             | 2,4                              |
| Нильский голубой   | 750                           | 710—790                    | 647—?               | 1                                |
| Оксазин 1(4)       | 750                           | 695—801                    | 647—672             | 0,6                              |
| DEOTC-P(4)         | 795                           | 765—875                    | 647—672             | 0.6                              |
| HITC-P(4)          | 875                           | 840—940                    | 647—672             | 0.74                             |

Существует две возможности использовать такую большую рабочую область лазера:
1. Перестройка длины волны, на которой происходит генерация — для лазерной спектроскопии,
2. Генерация сразу в широком диапазоне — для генерации сверхкоротких импульсов.

В соответствии с этими двумя возможностями различаются и конструкции лазеров.
Если для перестройки длины волны используется обычная схема, только добавляются дополнительные блоки для термостабилизации и выделения излучения со строго определённой длиной волны (обычно призма, дифракционная решётка или более сложные схемы), то для генерации сверхкоротких импульсов требуется уже гораздо более сложная установка.
Изменяется конструкция кюветы с активной средой. Из-за того, что длительность импульса лазера в конечном итоге составляет 100÷30⋅10−15 (свет в вакууме успевает пройти лишь 30÷10 мкм за это время), инверсия населённости должна быть максимальна, этого можно добиться только очень быстрой прокачкой раствора красителя. Для того, чтобы это осуществить, применяют специальную конструкцию кюветы со свободной струёй красителя (краситель прокачивается из специального сопла со скоростью порядка 10 м/с). Наиболее короткие импульсы получаются при использовании кольцевого резонатора.

## Применения
- Лазерная спектроскопия
- Стандарты частоты (стандарты длины волны)
- Лазеры сверхкоротких импульсов

С открытием вибронных кристаллов и в связи с общим развитием лазерной техники, лазеры на красителях встречаются всё реже и реже. Их заменяют, например, титан-сапфировые лазеры.